# NGC 3564
NGC 3564 (również PGC 33923) – galaktyka soczewkowata (S0), znajdująca się w gwiazdozbiorze Centaura. Odkrył ją John Herschel 21 kwietnia 1835 roku.